# 石老人

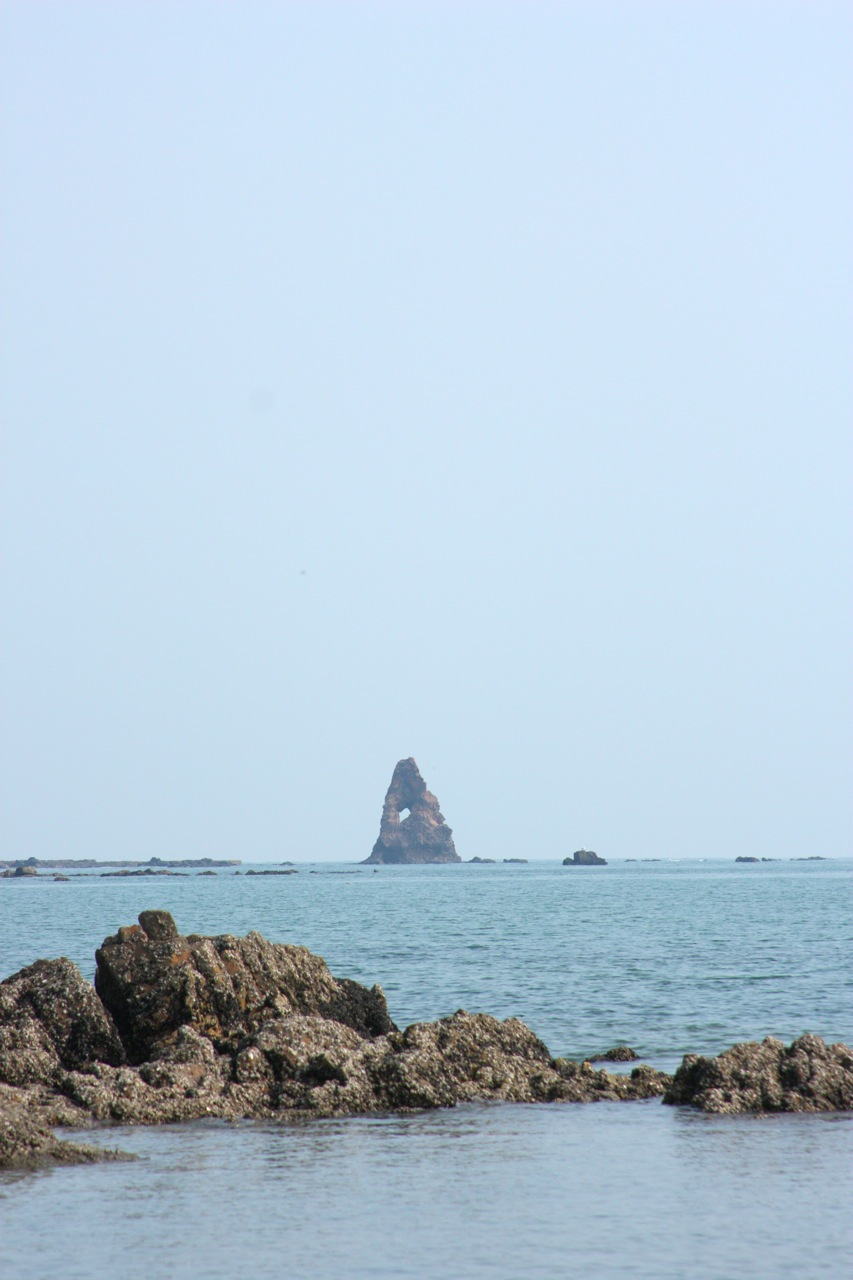
石老人，2008年

石老人是中華人民共和國山東省青島市崂山区的一個海蚀柱，位于青岛市区东部。高度為18.3米，底座周长约67.4米，体积约895平方米。由於該海蚀柱形如老人坐在海中，所以得名「石老人」。

## 歷史
石老人据稱歷史有6000年。石老人及周边地质形成于9.5亿至11.3亿年前，原是一块岬角的一部分。後來岬角受到海浪冲击，岬角逐漸變成海蚀洞穴，最終又變成石老人現在海蝕柱的模樣。唐代的酉阳杂俎一书中就记载了石老人。1990年，青岛相关部门对石老人进行一次檢查。2011年，相关部门对石老人的保护与修复进行论证。2011年7月5日，相關单位对石老人附近的地质、海流以及石老人的风化程度进行观测和论证。2022年10月3日凌晨4点10分左右，石老人上半部分坍塌。之後嶗山區政府對石老人進行臨時性保護。

## 旅遊
1992年10月，石老人周圍設立面積達10.8平方千米的石老人国家旅游度假区。度假區內設有石老人海水浴场。

## 傳說
當地有個傳說，說是石老人原是居住在午山山脚下的渔民，他和女儿住在一起。一日，女儿被龙太子抢进龙宫，渔民天天在海边呼唤，結果两鬓全部發白，而且人也腰弓背驼。后來龙王施展魔法，讓老人身体逐漸僵化成石。女儿得知父亲消息後冲出龙宫，又被龙王施魔法，把她變成海上一塊礁石。此後父女隔海相望。
2006年，石老人传说被列入山东省第一批非物质文化遗产名录。

## 交通
- 石老人浴場站